# Cardamine longii
Cardamine longii är en korsblommig växtart som beskrevs av Merritt Lyndon Fernald. Cardamine longii ingår i släktet bräsmor, och familjen korsblommiga växter. Inga underarter finns listade i Catalogue of Life.